# Нарьян-Мар, мой Нарьян-Мар
«Нарьян-Ма́р, мой Нарьян-Ма́р» (другое название «Мой Нарьян-Ма́р») — советская песня, посвящённая городу Нарьян-Мар. Песня является неофициальным гимном города. Слова Инны Кашежевой, музыка Григория Пономаренко.

## История
Написана в 1964 году после поездки композитора Григория Пономаренко с женой, певицей Екатериной Шавриной, по Ненецкому национальному округу. Григорий Пономаренко посвятил песню сотруднице окружкома комсомола Галине Шальковой, сопровождавшей гостей в поездке. Галина Шалькова стала первой исполнительницей песни. Впоследствии, в исполнении Екатерины Шавриной и Кола Бельды песня стала популярной во всей стране.

Благодаря песне Пономаренко наш город уже в шестидесятых годах прошлого века стал известен во многих уголках страны. Бывало, приедешь на Юг, спросят: «Откуда?» — «Из Нарьян-Мара», а люди тут же запевают: «Нарьян-Мар, мой Нарьян-Мар, городок не велик и не мал». И привечают тебя как родного.

## Текст песни
Первый куплет песни и припев:

В небе зори алеют,
Полыхают вдали,
Будто солнце олени
На рогах принесли.
Нарьян-Мар, мой Нарьян-Мар —
Городок не велик и не мал.
У Печоры у реки,
Где живут оленеводы
И рыбачат рыбаки.